# Distrito de José Manuel Quiroz
El Distrito de José Manuel Quiroz es uno de los siete que conforman la Provincia de San Marcos, del Departamento de Cajamarca, bajo la administración del Gobierno Regional de Cajamarca, en el Perú. 
Desde el punto de vista jerárquico de la Iglesia católica forma parte de la Diócesis de Cajamarca, sufragánea de la Arquidiócesis de Trujillo.

## Historia
Mediante Ley N° 23508 del 11 de diciembre de 1982, en el gobierno del Presidente Fernando Belaúnde, se crea la Provincia de San Marcos, que incluye a los distritos de San Marcos, Ichocán, Paucamarca, Shirac y La Grama. 
Según Ley 24044, del 27 de diciembre de 1984, en el segundo gobierno del Presidente Fernando Belaúnde, se crea un distrito más y se cambian los nombres de los distritos, mas no las capitales, quedando el poblado de Shirac como capital del nuevo Distrito de José Manuel Quiroz.

## Geografía
Abarca una superficie de 115,42 km² y está habitado por unas 4 116 personas según el censo del 2005.

## Centros poblados
- Jucat
- Pauca Santa Rosa
- Lic lic
- shirac

## Comunidades
- Las Moradas
- Cañapata
- Quinuamayo
- La Totorilla
- El Achuque
- San Carlos
- Malcas
- san Jóse

## Capital
La capital del distrito es el poblado de Shirac, ubicado a 2 750 m s. n. m.

## Autoridades

### Municipales
- 2011 - 2014[2]
  - Alcalde: Marcial Antonio Tirado Ruiz, del Movimiento Alianza Cajamarca Siempre Verde - Fuerza 2011 (ACSV - K).
  - Regidores: Pedro Joel Jara Carrera (ACSV - K), Santos Osías Chavarría Lezama (ACSV - K), Julia Eulalia Honorio Novoa (ACSV - K), Santos Asunción Cotrina Tirado (ACSV - K), Richard Carlos Paredes Enco (Fuerza Social).[3]
- 2007 - 2010
  - Alcalde: Enrique Saúl Ruiz Lezama.

2021 - 2025 
Manuel Ruiz Vargas

### Policiales
- Comisario:  PNP.

### Religiosas
- Diócesis de Cajamarca[4]
  - Obispo: Mons. José Carmelo Martínez Lázaro, OAR

## Clima
el clima es variado 
lluvias entre los meses de (octubre y mayo) el resto del año soleado con vientos en el mes de (agosto y setiembre)